# Kaffetjärnarna (Hallens socken, Jämtland, 700315-139188)
Kaffetjärnarna är en sjö i Åre kommun i Jämtland och ingår i Indalsälvens huvudavrinningsområde. Sjön har en area på 0,0309 kvadratkilometer och ligger 716,2 meter över havet.

## Delavrinningsområde
Kaffetjärnarna ingår i det delavrinningsområde (700279-139165) som SMHI kallar för Inloppet i Stortjärnen. Medelhöjden är 731 meter över havet och ytan är 2,94 kvadratkilometer. Räknas de 5 avrinningsområdena uppströms in blir den ackumulerade arean 7,41 kvadratkilometer. Vattendraget som avvattnar avrinningsområdet har biflödesordning 3, vilket innebär att vattnet flödar genom totalt 3 vattendrag innan det når havet efter 323 kilometer. Avrinningsområdet består mestadels av skog (76 procent) och kalfjäll (11 procent). Avrinningsområdet har 0,35 kvadratkilometer vattenytor vilket ger det en sjöprocent på 11,9 procent.